# Devdas Gandhi
Devdas Mohandas Gandhi (Durban, 22 de mayo de 1900 - 3 de agosto de 1957) fue el cuarto y más joven hijo de Mohandas Karamchand Gandhi.
Regresó a la India con sus padres cuando era joven. Participó activamente del movimiento de independencia indio liderado por su padre, y estuvo muchas veces en la cárcel. Pasó mucho tiempo junto a su padre. Destacado periodista, llegó a ser editor de Hindustan Times.
Devdas se enamoró de Lakshmi, la hija de Rajaji, compañero de su padre en la lucha por la independencia de la India. Debido a la diferencia de edades (Lakshmi tenía quince años, mientras que Devdas tenía veintiocho) ambos padres pidieron a la pareja que esperara cinco años sin verse. Pasado ese tiempo, se casaron con el permiso de sus padres en 1933. Tuvieron cuatro hijos: Rajmohan Gandhi, Gopalkrishna Gandhi, Ramachandra Gandhi y Tara (Bhattacharya).